# Equipe nigeriana na Copa Davis
A equipe nigeriana na Copa Davis representa a Nigéria na Copa Davis, principal competição de tênis masculina por equipes do mundo. É administrada pela Nigeria Tennis Federation.